# تشارلز ألبرت براون جونيور
تشارلز ألبرت براون جونيور (بالإنجليزية: Charles Albert Browne)‏ هو مؤرخ زراعي ‏ وكيميائي أمريكي، ولد في 12 أغسطس 1870 في نورث آدمز في الولايات المتحدة، وتوفي في 3 فبراير 1947 في واشنطن العاصمة في الولايات المتحدة.